# 姫さま狸の恋算用
『姫さま狸の恋算用』（ひめさまたぬきのこいざんよう）は、水瀬マユによる日本の漫画作品。『漫画アクション』（双葉社）にて、2013年21号から2016年24号まで連載。

## あらすじ
徳島県小松島市。海に面した風光明媚なこの街には、狸を奉る金長神社がある。その金長神社の近所の藍染屋の一人息子「陸（りく）」は、幼馴染の「百香（ももか）」とともに街を出て京都の大学へ進学することを夢見ていた。
しかし、その夢は家業の跡継ぎという立場と、すでに決められていた許婚「ミヨ」の存在によってあっさりと潰されてしまう。しかも、ミヨは家柄も気立ても、そして毛並みもいい「狸」であった。

## 登場人物
声はドラマCDのキャスト。

### 大和家（大和屋）
代々藍染めを生業としている染物屋の家系。
大和 陸（やまと りく）
声 - 逢坂良太
小松島日峰高校に通う高校2年生。美術部に所属。幼馴染みの百香に密かに想いを寄せている。
極度の子供好きで、犬が苦手。十代目金長にあたるが、家柄を快く思っていない。
大和 茂（やまと しげる）
陸の父親で、染物屋。物腰は柔らかい。
大和 十子（やまと とおこ）
陸の母親。家柄のこともあり、陸に対しては厳しいが、ミヨには優しい。
大和 茂右衛門（やまと もえもん）
天保時代の大和家の主人。初代金長が茂右衛門に助けられたことをきっかけに大和家の守り神となったため、その見返りとして金長の仲間の狸の面倒を見た。

### 小松島日峰高校
陸たちが通う高校。ミヨやゴンスケも化かしを使って転校生として通学している。校門および校門から見える校舎は、小松島西高等学校がモデル。
近衛 百香（このえ ももか）
声 - 照井春佳
陸の幼馴染みで2年生。愛犬きなこを飼っている。天然だが、笑顔を絶やさない。美術部に所属している。
京都に住むのが夢で、京都の造形大学への進学を志望している。
鮎喰 隼人（あくい はやと）
3年生。容姿や運動神経が良く、高校内で一番人気がある。「鮎喰」は徳島市内にある実在する地名。

### その他の人物
彦六（ひころく）
徳島市に住む老人。お初大明神の祠に参詣することを日課としている。
学生時代に、人間に化けていた狸のお初と恋に落ちたが、狸であることも告げられないまま嫁入りに行ったお初と別れ、今もなお独身を貫いている。
陸達によってお初が狸であることを知り、現在は徳島大学病院に入院している。

### 阿波の狸族
徳島に生息する狸たち。阿波の狸合戦以降、滅亡の危機に瀕している。

#### 金長派
小松島を中心に生息する狸たち。全部で100頭程しかいない。
初代金長（しょだいきんちょう）
小松島の狸の中で一番「化かし」の力を持つ狸。大和家の先祖でもある。
大和家の隣にある金長神社で正一位金長大明神として祀られている。幽体として登場する。
ハノスケ
初代金長の子分。人間に化けることが出来、人間態は女学生に人気が出る程の美男子。
現在は陸の護衛のために、「羽ノ浦」姓を称して小松島日峰高校の化学担当の教師に扮している。
なお「羽ノ浦」は、小松島市に実在する地名である。

#### 六右衛門派
津田山の麓の津田寺に建てられた穴観音城を中心に生息する狸たち。穴観音城には、八代目六右衛門とその臣下や警備兵の狸、そして孤児の狸や化かしの能力の無い狸などの、外では立場の弱い狸たちが住んでいる。
ミヨ
声 - 西明日香
陸の許嫁。人間に化けることが出来、人間態はスタイルがよい巨乳の美少女。
人間の姿になって大和家で人間の世界を勉強している。小さな衝撃でも驚いて叫び、驚くと気絶したり狸の姿に戻ってしまったりすることがある。
鹿の子姫の生まれ変わりとして、金長派と六右衛門派の和解・統一と阿波の狸族の復興を使命としている。
八代目六右衛門（はちだいめろくえもん）
ミヨの父。「初代六右衛門の生き写し」と言われる程に人間や金長派を憎むが、仲間である津田の狸からは人望が厚い。
調合薬と特殊な香で痛みを和らげるしか手立ての無い大病を患っている。
初代六右衛門（しょだいろくえもん）
阿波狸の総大将。
妻を狸汁にされたことをきっかけに人間を強く憎むようにり、人間から狸を守るために穴観音城を建てた。
鹿の子姫（かのこひめ）
初代六右衛門の娘。
ゴンスケ
声 - 内田雄馬
ミヨに思いを寄せる狸。人間に化けることが出来、人間態はヴィジュアル系を模したような姿形をしている。
言動が中二病。初代金長が「強い」と言う程、化かしの能力は高い。
サクノ
津田山でも屈指の化け狸で、八代目六右衛門の下臣。人間に化けることが出来、人間態は青年。ただし、敵情視察のために少女に化けたこともある。
幻覚を見せる化かしが得意。
ハチベエ
津田山でも屈指の化け狸で、八代目六右衛門の下臣。人間に化けることが出来、人間態は肥満体の青年。
食欲が旺盛で、尻尾に食べ物（主に練り物）を入れている。
ヤクマル
津田山でも屈指の化け狸で、八代目六右衛門の下臣。人間に化けることが出来、人間態は色黒の青年。
相手の感覚に働きかける化かしが得意。
ククナ
津田山でも屈指の化け狸で、八代目六右衛門の下臣。人間に化けることが出来、人間態は巨乳の女性。
相手の化かしを強制的に無効にする化かしが得意で、武器として鞭を常備している。

#### その他の狸
グゥ
白毛の仔狸。両親を亡くし、日峰山で同じ状況下のチヨやパー子と行き倒れているところを陸に保護され、その後は金長神社に住み着いている。
チヨ
黒毛の仔狸。
パー子
茶毛の仔狸。
ユキ
疥癬の感染から逃れるために淡路島から海を渡ってきた子狸。人間に化けることが出来、人間態は少年。動物病院で治療してもらい、日峰山に他の狸と共に住んでいる。
お初（おはつ）
徳島市の佐古に住んでいた狸。人間に化けることが出来、人間態は美人の女性。
いたずら好きで人間の男をよく化かしていたため、悪さをしないようにと祠を建てられている。
遠縁の住む三好に嫁入りをした。20年程前に病死している。
ヤヒロ
徳島市の眉山に住む狸。人間に化けることが出来、人間態は美少女。空腹になると地鳴りのような音を鳴らす。
マタスケ
阿南市の北の脇海岸の崖に住む狸。人間に化けることが出来、人間態はイエティと思われるような大柄の男性。化かしが下手。
ナル
糞塚を見て患者の体調を診断する薬師兼医者の狸。人間に化けることができ、人間態は美少女。
四国八十八ヶ所を巡礼しながら四国中の狸を回診している。
コナゾー
徳島市の八万に住む狸。大歩危・小歩危の妖怪に憧れており、化かしの勉強のために大歩危・小歩危に移住した。
汽車狸
祖谷に住む狸。胴体に狸を乗せて運ぶことを仕事とし、空中を浮きながら移動する。人間には見えない。

## 用語
化かし（ばかし）
不可思議な事象を起こす狸の能力。人間を騙し欺いて自身を守るためや、人間へのイタズラのために使われる。
「化かし」を行うには葉っぱが必要で、「化かし」の内容や規模、効果の大小などは各狸の能力に左右される。
また、「化かし」は全ての狸が行える訳ではなく、「化かし」を行う狸は「化け狸」とも呼ばれる。
基本的には自分の意志で「化かし」を解くことが出来る。しかし、驚いたり泣いたりした時など精神が不安定な状態だと、自身の意志と無関係に「化かし」が勝手に解ける場合がある。
主な「化かし」の内容として、人間の姿になる、葉っぱを服や車などの物にする、人間に姿を見られないようにする、人間の記憶を消す等がある。
人間に化ける場合、基本的には狸自身の性別や年齢、体格などに準じた姿形の人間に化けるが、化ける人間像のイメージがあれば、どんな姿形の人間に化けることも可能である。
上述の登場人物の欄の狸の紹介文にある人間態の情報は、誰かを騙すためや素性を隠すため等の特定の場合を除いた状況の通常時に、人間に化けた時の状態である。
狸天珠（たぬきてんじゅ）
勝浦川で千年間磨かれた天眼石。徳島県内で困っている狸の居場所を示す機能を持っている。
元々は100匹を助けた暁に陸を狸へ化神させるために初代金長が陸の腕に身に付けさせていたものだが、陸が阿波の狸族のために自発的に行動するようになったため、現在は陸の腕から外して金長神社に奉納している。
阿波の狸合戦（あわのたぬきがっせん）
180年前の天保時代に起こった、金長派と六右衛門派を対立させるきっかけとなった合戦。勝浦浜で3日3晩続き、600匹の狸が戦死した。
最後は互いの大将である初代金長と初代六右衛門の相打ちによって幕を引いたが、今もなお両派は対立している。
詳細は阿波狸合戦を参照

## 書誌情報
- 水瀬マユ 『姫さま狸の恋算用』、双葉社 〈アクションコミックス〉全9巻
  1. 2014年4月26日発行（同日発売[3]）、ISBN 978-4-575-84398-9
  2. 2014年6月27日発行（同日発売[4]）、ISBN 978-4-575-84434-4
  3. 2014年11月28日発行（同日発売[5]）、ISBN 978-4-575-84537-2
  4. 2015年3月27日発行（同日発売[6]）、ISBN 978-4-575-84597-6
  5. 2015年9月28日発行（同日発売[7]）、ISBN 978-4-575-84687-4
  6. 2015年12月28日発行（同日発売[8]）、ISBN 978-4-575-84734-5
  7. 2016年4月28日発行（同日発売[9]）、ISBN 978-4-575-84789-5
  8. 2016年9月28日発行（同日発売[10]）、ISBN 978-4-575-84857-1
  9. 2016年12月28日発行（同日発売[11]）、ISBN 978-4-575-84906-6